# Erekle Tatiszwili
Erekle Tatiszwili (gruz. ერეკლე ტატიშვილი); ur. 28 sierpnia 1884 w Gori, zm. 1 lutego 1946 w Tbilisi – gruziński krytyk literacki, tłumacz, specjalista prawa międzynarodowego, jeden z pionierów nauczania języków i literatury zachodniej w Gruzji, gruzińskiej działacz kultury, uczony i politolog.
Uczęszczał do szkoły podstawowej w Gori, następnie uczył się w gimnazjum w Jelizawietpolu. W latach 1904–1906 studiował na uniwersytecie w Lipsku. Dwukrotnie był aresztowany (w Gori i Petersburgu) za działalność anarchistyczną. Współpracował z anarchistycznymi gazetami „Musha” i „Khma”. Po wyjściu z więzienia zmuszony był wyemigrować najpierw do Turcji, a następnie do Europy. W latach 1909–1911 studiował prawo na uniwersytecie w Montpellier, w 1913 ukończył paryską Szkołę Nauk Politycznych na kierunku prawo międzynarodowe. Wyjechał do Londynu, żeby studiować dziennikarstwo.
Na krótki czas powrócił do działalności politycznej: w latach 1920–1921 był szefem wydziału politycznego Ministerstwa Spraw Zagranicznych, następnie dyrektorem tego samego ministerstwa, nie mógł jednak pogodzić się z rządem mienszewików i opuścił stanowisko dyrektora ministerstwa. W latach 1921–1923 uczył w III technikum męskim (dawne gimnazjum gruzińskie).
W 1923 roku Iwane Dżawachiszwili zaprosił go na Uniwersytet Państwowy w Tbilisi jako wykładowcę międzynarodowego prawa publicznego i prywatnego, a od 1927 roku wykładał tam języki obce i literaturę.
Zmarł 1 lutego 1946 r. Pochowany jest na cmentarzu w tbiliskiej dzielnicy Wake.
31 marca 2016 r. na Uniwersytecie Państwowym w Tbilisi odbył się wieczór upamiętniający Erekle Tatiszwili, podczas którego zaprezentowano film dokumentalny „Człowiek – Ścierwnik”.

## Twórczość
Erekle Tatiszwili przetłumaczył z języka niemieckiego „Tako rzecze Zaratustra” Fryderyka Nietzschego. Przetłumaczył także „O powstawaniu gatunków” Karola Darwina, jednak książka przygotowywana do publikacji zaginęła w niewyjaśnionych okolicznościach w drukarni. Na prośbę swojego siostrzeńca, reżysera Giorgi Żuruli, przetłumaczył także kilka sztuk teatralnych: „Intryga i miłość” Friedricha Schillera (wystawiona po raz pierwszy w 1935 r.).
Tragikomedia „Cezar i Kleopatra” Bernarda Shawa w przekładzie Tatiszwilego nie mogła ukazać się na scenie, a tekst przekładu został opublikowany znacznie później.
Twórczość Tatiszwilego nie była akceptowana przez władze Związku Radzieckiego i wiele jego prac uważa się za zaginione. Zaginął między innymi tekst przekładu sztuki Maksima Gorkiego „Jegor Bułyczow i inni”.